# Lotus Software
Pod značkou Lotus působila známá a významná technologická firma vyvíjející software pro osobní mikropočítače, jejímž nejznámějším produktem je systém Lotus Notes. Později byl tento software distribuován prostřednictvím amerického počítačového koncernu IBM (původní firma Lotus byla firmou IBM ekonomicky pohlcena).